# Rillettes

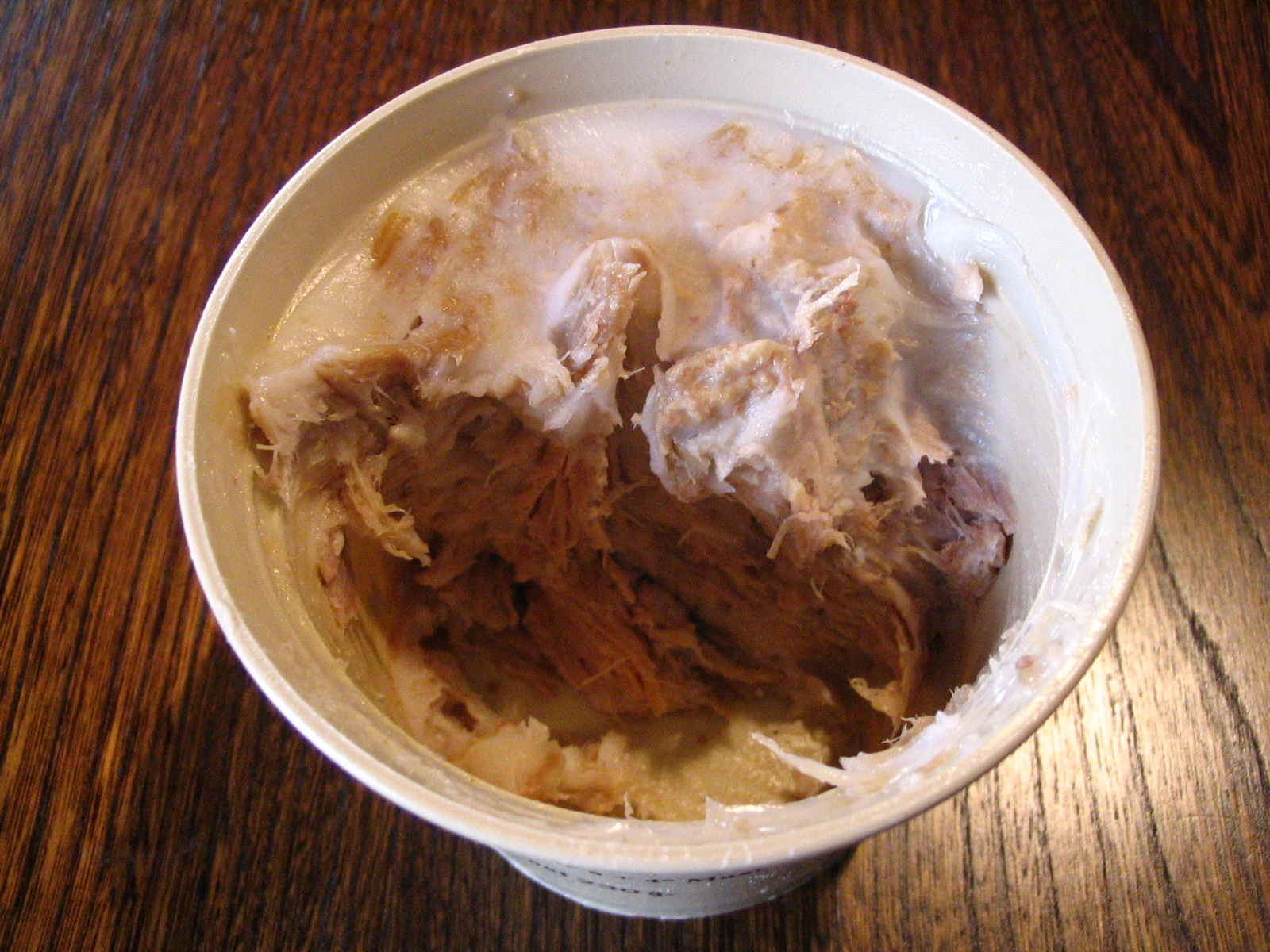
Rillettes vom Schwein im Schmalz

Rillettes oder Rilletten sind ein der deutschen „Pottsuse“ und dem österreichischen Verhackert ähnlicher französischer Brotaufstrich aus im eigenen Saft und Fett gekochtem und konserviertem Fleisch, welcher insbesondere in der Gegend um Le Mans (Département Sarthe) hergestellt wird.
Bei der traditionellen Zubereitung von Rillettes werden Schweinefleisch, Gänsebrust oder Entenbrust sowie Salz und Pfeffer verwendet, sie werden aber auch aus Thunfisch, Lachs oder Wild (Hase) und Rind- oder Kalbfleisch (Kalbszunge: rillettes de langue de veau) hergestellt. Diese können auch gemischt werden.
Das Fleisch wird mehrere Stunden mit viel Fett und Suppengrün gekocht, bis es von allein von den Knochen fällt. Es kann auch im geschlossenen Bräter im Backofen gegart werden.
Die Fleischstücke werden grob zerdrückt, die Fasern bleiben dabei erhalten und bilden mit dem erkalteten Fett eine feste, aber noch streichfähige Masse.
Die Masse wird in verschließbare Gläser gefüllt und mit einer Schicht des Fettes bedeckt. Sie bleibt so für mehrere Monate bis zu einem Jahr haltbar. Vor allem in Frankreich erhältlich sind aber auch frische Produkte an Wursttheken oder in Kühlregalen, bei denen die Masse ohne oder mit nur sehr geringer Fettschicht verkauft wird. Die Haltbarkeit beträgt dann etwa vier Wochen.
Rillettes werden als Brotaufstrich auf Baguettes, häufig als Vorspeise, gereicht.

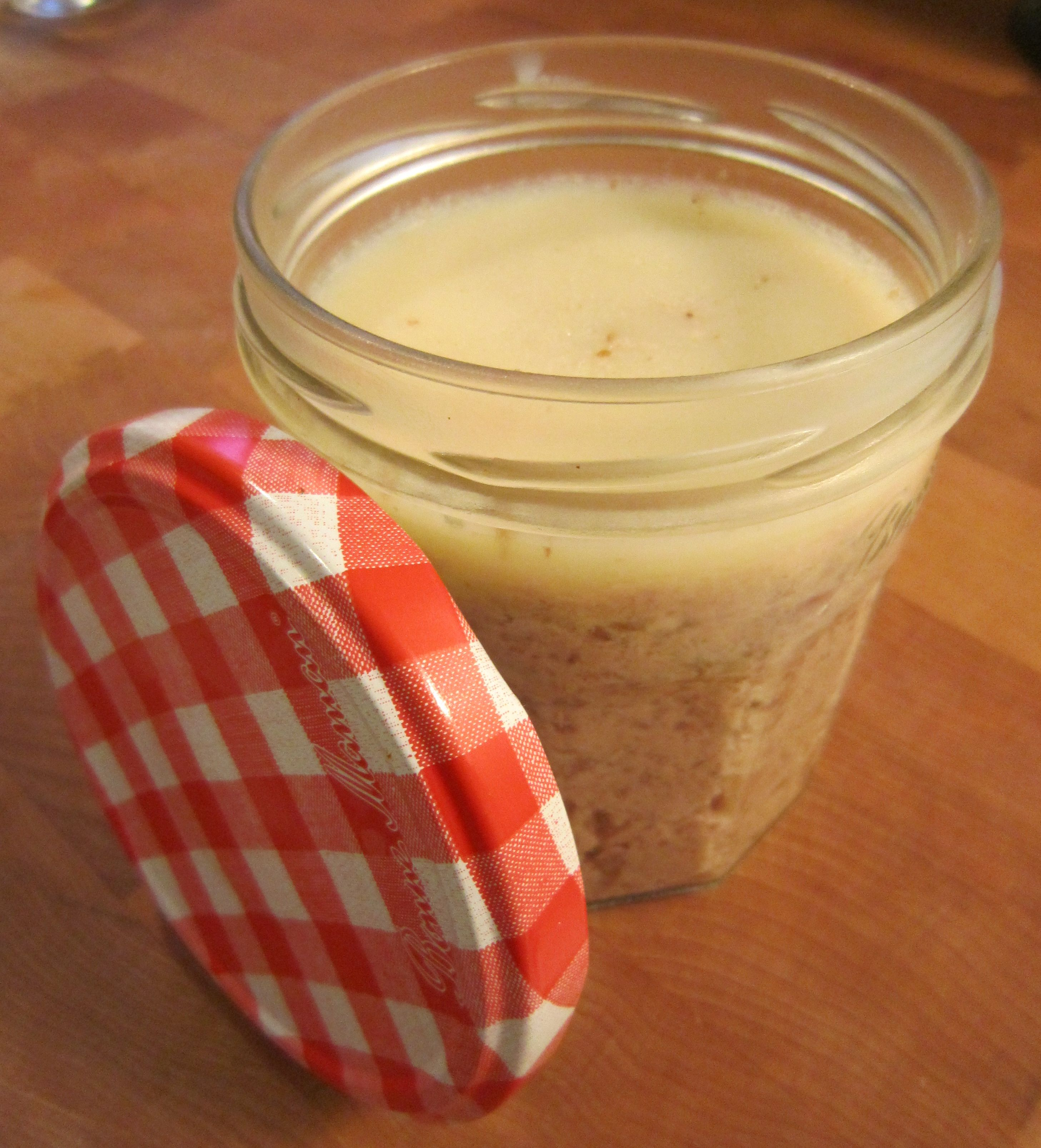
Entenrillettes.
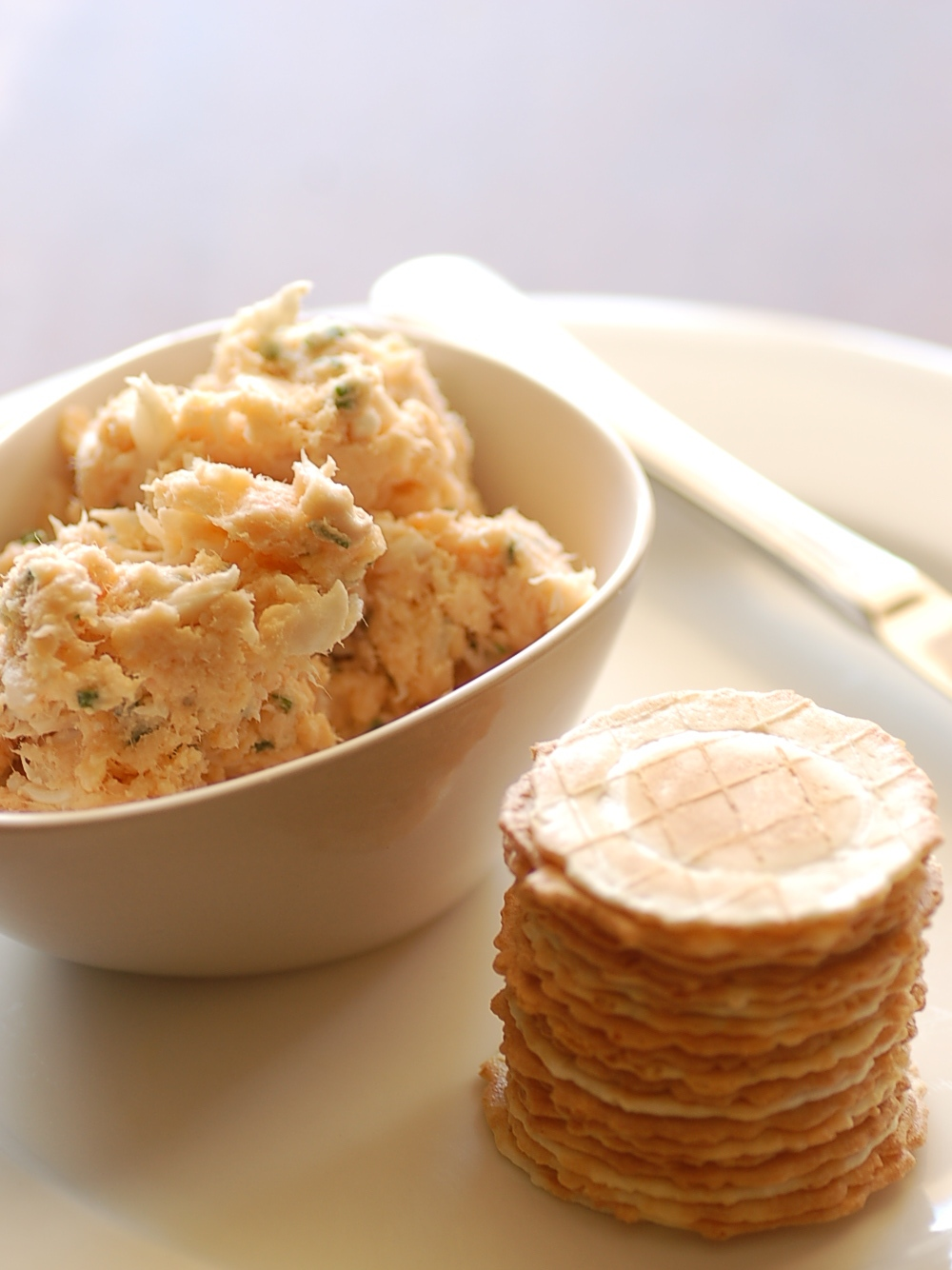
Rillettes aus geräucherter Forelle.
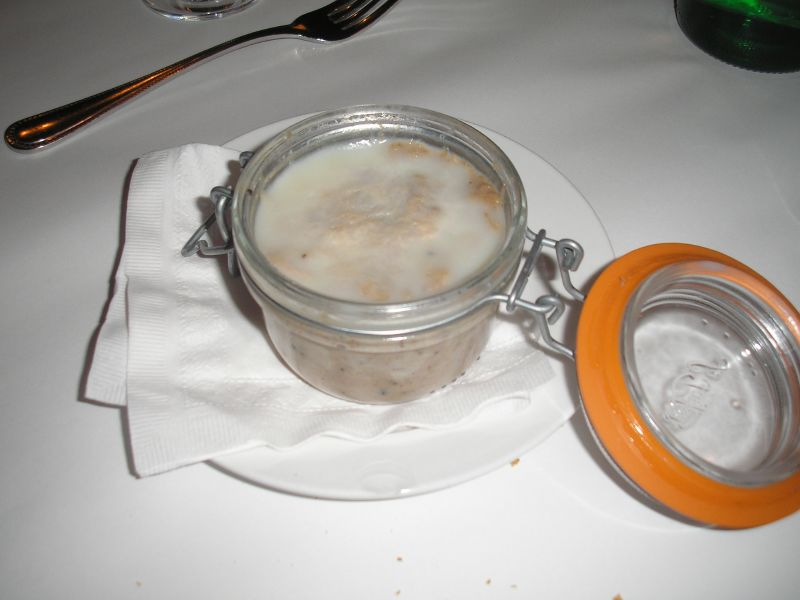
Rillettes aus Le Mans.
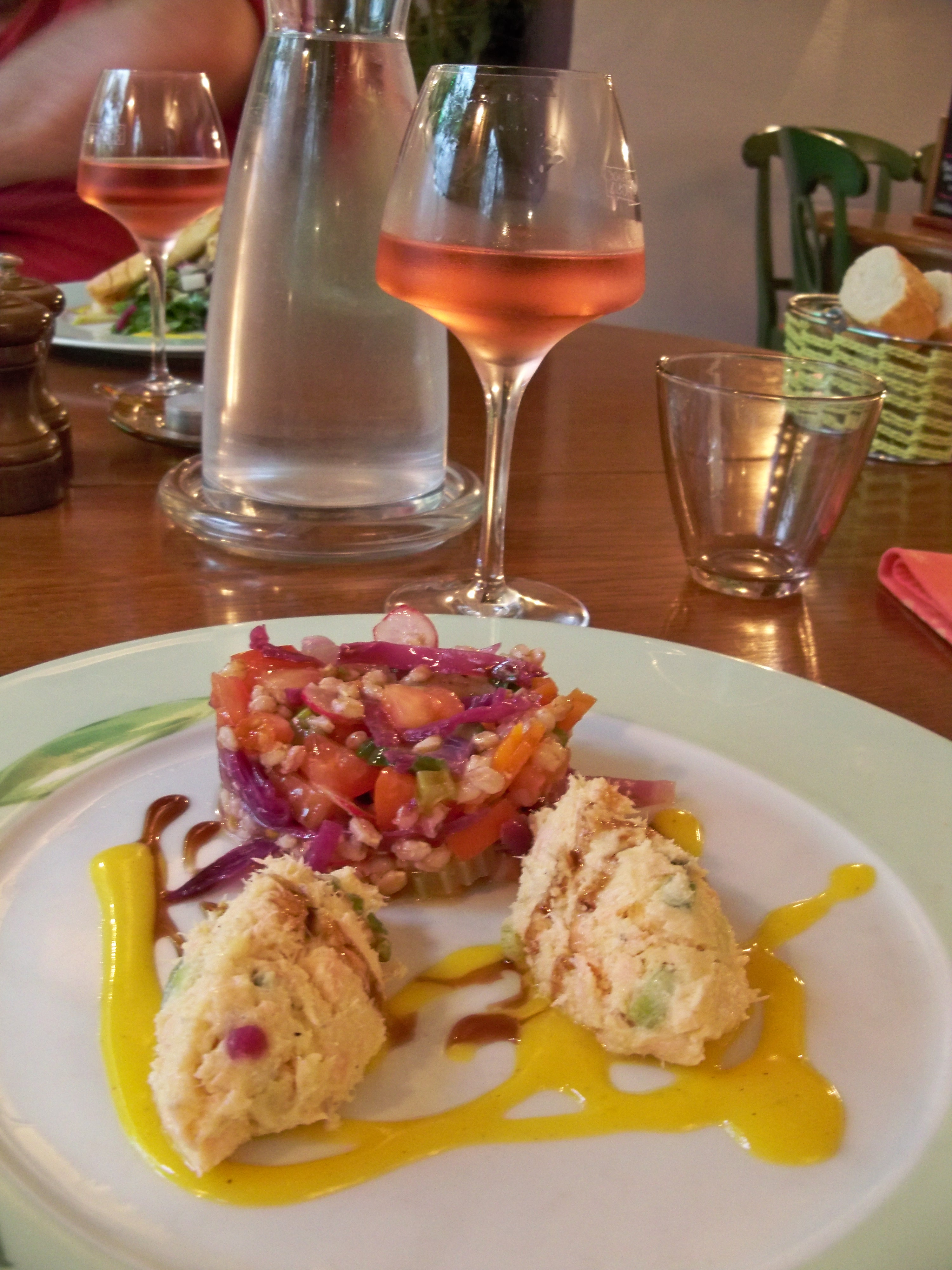
Lachs-Rillettes.
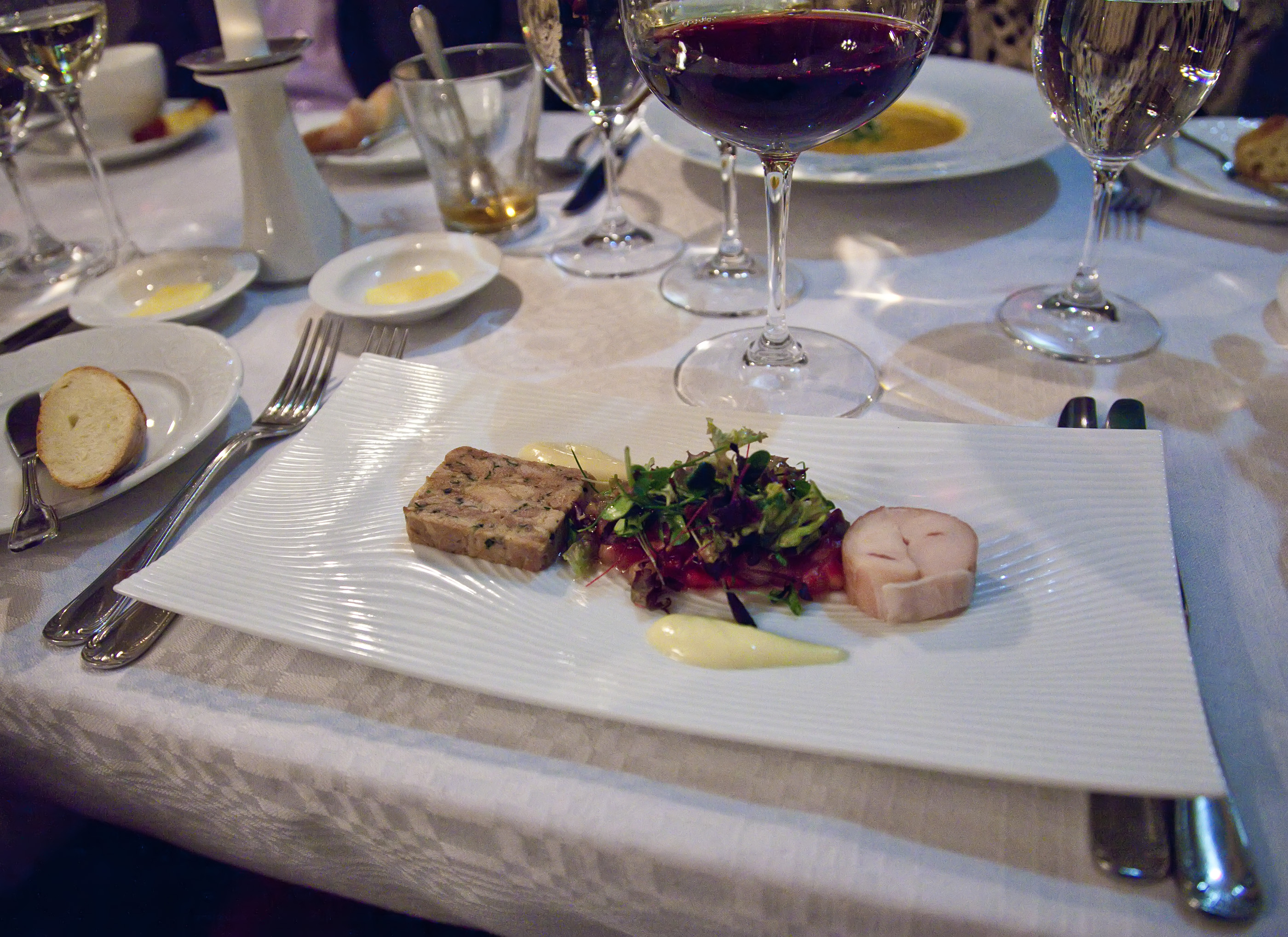
Rillettes aus Kapaunschenkel (Masthahn).
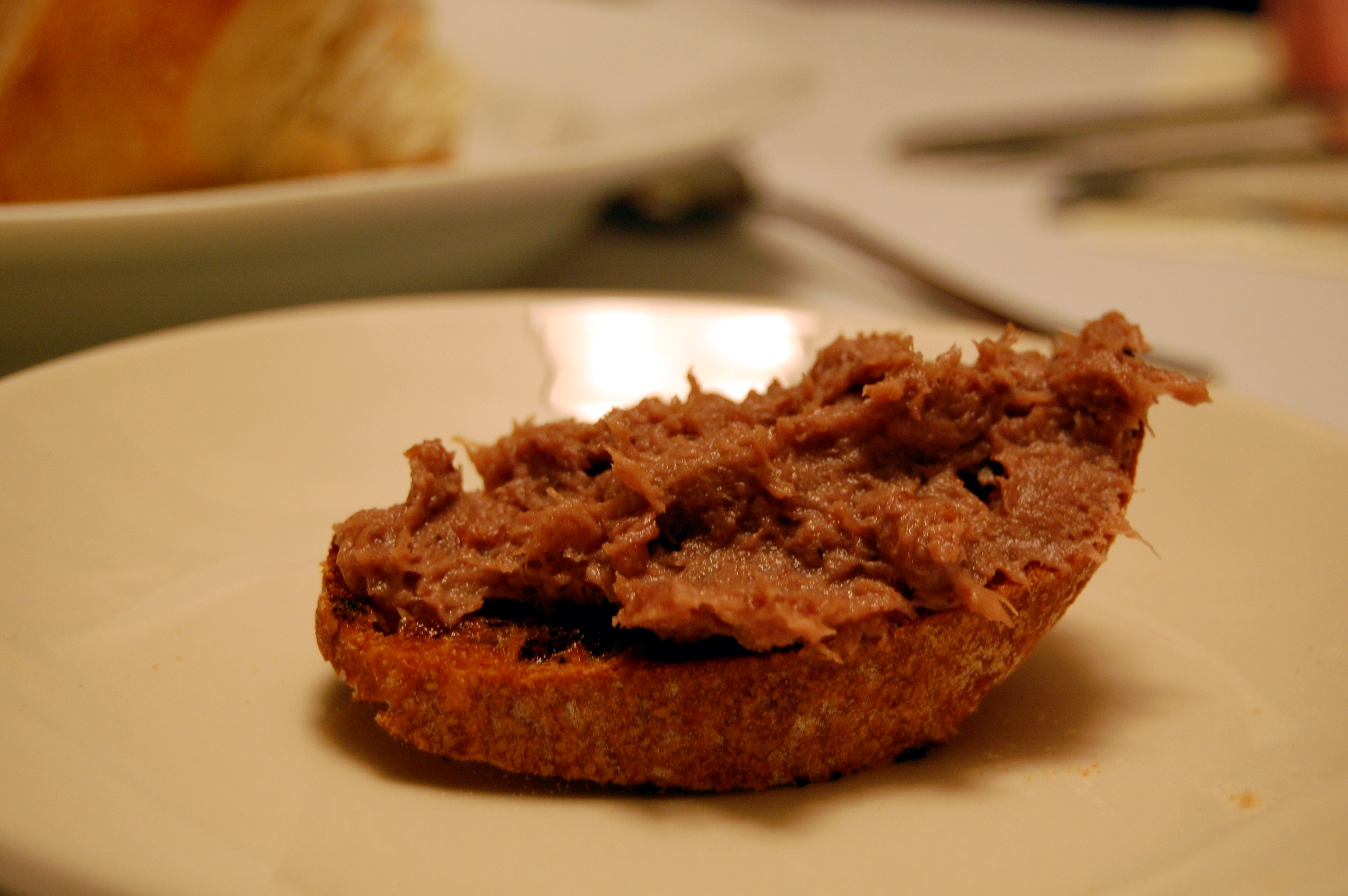
Kalbszungenrillettes.
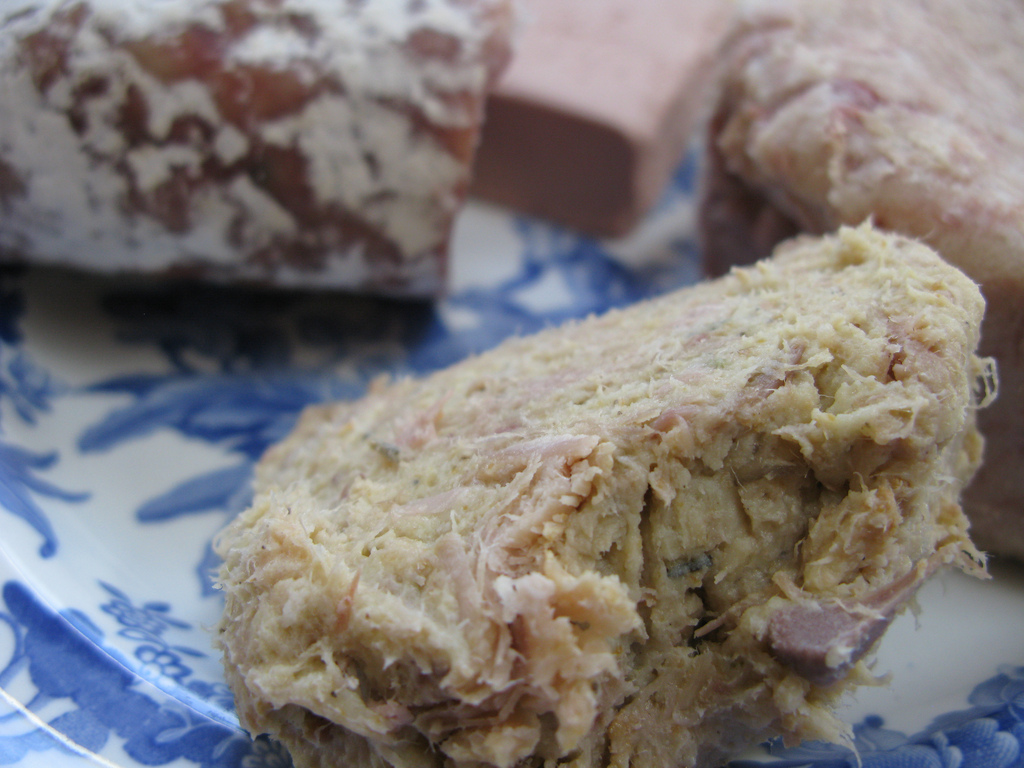
Hasen-Rillettes.
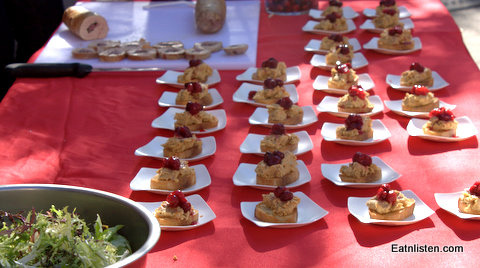
Poulet-Rillettes.
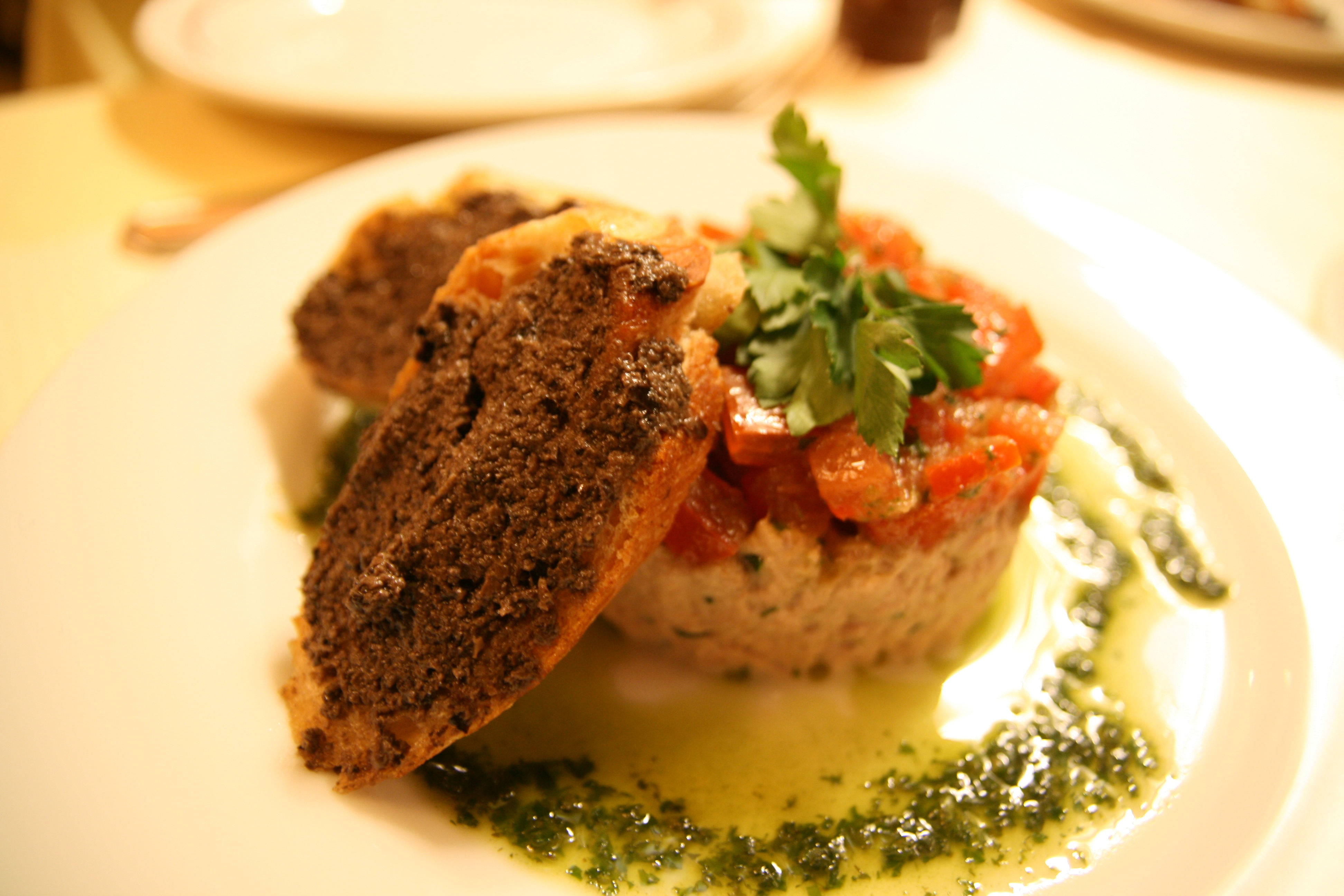
Thunfisch-Rillettes.